# Стрельчук, Николай Антонович
Николай Антонович Стрельчу́к (1910—1983) — учёный, специалист в области взрывопожароопасности и строительства.

## Биография
Родился 23 мая 1910 года в селе Скотыняны Проскуровского уезда Каменец-Подольской губернии (ныне Каменец-Подольский район, Хмельницкая область, Украина) в семье рабочего-столяра.
Окончив трудовую школу в Каменец-Подольске (1926), работал на лесопильномзаводе и одновременноучился на вечернем рабфаке. В 1928 году поступил в Каменец-Подольский химико-технологический институт, после его закрытия (1930) перевёлся в Одесский ХТИ, который окончил в 1932 году. Работал главным инженером цеха № 2 и начальником цеха № 5 на Химическом комбинате № 102 в городе Чапаевске (Куйбышевская область).
В 1935—1937 годах работал в Главном управлении пожарной охраны (ГУПО) НКВД СССР, инспектором, инженером в составе проектного подразделения научно-технического бюро (отдела), исполнял обязанности главного инженера Центральной научно-исследовательской пожарной лаборатории (ЦНИПЛ, 1937). В этом же году он был назначен начальником строительства Центральной НИИ противопожарной обороны (ЦНИИПО) НКВД СССР. В период строительства и сдачи отдельных корпусов в эксплуатацию занимал должности главного инженера (1938), заместитель начальника института по материальной (1937), а затем — по научной и технической части (1941). Руководил ВНИИПО и МИСИ имени В. В. Куйбышева. Инженер-полковник внутренней службы (1947), доктор технических наук (1954), профессор (1955). В 1937 году был назначен начальником строительства ЦНИИПО.
В начале войны был командирован в Западную группу войск Московской зоны обороны, где возглавлял химическую службу, сектор взрывных работ.
В 1942 году отозван с фронта и назначен начальником ЦНИИПО.
В годы войны большое значение имели разработки новых видов недорогих компонентов для производства пенообразователей. Стрельчук совместно с коллективом учёных ЦНИИПО в кратчайшие сроки организовал производство новых пенообразователей и их внедрение. Было организовано производство пенообразователей ПО-1 и ПО-2 в Горьком, Ярославле, Грозном, Баку.
В 1952 году вышел на пенсию (как сотрудник внутренней службы).
С 1953 г. доцент кафедры техники безопасности и противопожарной техники, в 1958—1983 годах — ректор МИСИ имени В. В. Куйбышева. Доктор технических наук (1958), профессор (1959).
По его инициативе в МИСИ была создана межотраслевая лаборатория взрывобезопасности промзданий и сооружений (1968 г.) при участии Минобразования СССР Миннефтехимпрома СССР и Минхимпрома СССР, а также проблемная лаборатория разрушения строительных конструкций зданий при объёмных взрывах.
Умер 10 августа 1983 года.

## Награды и премии
- Орден Трудового Красного Знамени
- Орден Дружбы народов (2.06.1980)[3]
- Орден Красной Звезды
- Пять медалей
- Сталинская премия третьей степени (1946) — за разработку рецептуры и аппаратуры для тушения горючих веществ[4].
- Сталинская премия третьей степени (1948) — за разработку конструкции нового автоматического противопожарного оборудования.
- Государственная премия СССР (1980) — за работы в области исследования напряжений.[источник не указан 626 дней]

## Книги и статьи
- Стрельчук Н. А., Корнеев Ю. Н. Зажигательные бомбы и борьба с ними. — М., Л.: Изд-во Наркомхоза РСФСР, 1941
- Стрельчук Н. А., Корнеев Ю. Н. Борьба с пожарами в населенных пунктах при воздушных налетах. — М.: Изд-во Наркомхоза РСФСР, 1943
- Стрельчук Н. А. Семь звеньев «цепочки» // Техника — молодежи, 1966, № 2
- Стрельчук Н. А., Щеглов П. П. Исследование газообразных продуктов термоокислительной деструкции некоторых полимерных строительных материалов: Лекция. — М., 1966
- Соловьев Н. В., Стрельчук Н. А., Ермилов П. И., Канер Б. Л. Охрана труда в химической промышленности. — М.: Химия, 1966
- Башкирцев М. П., Романенко П. Н., Стрельчук H. A. Приближенное моделирование температур при пожаре в помещениях. — М.: ВШ МООП РСФСР, 1966
- Башкирцев М. П., Романенко П. Н., Стрельчук H. A. Исследование теплообмена при пожарах в зданиях на моделях // Труды ВШ МООП РСФСР. Вып 13, 1966
- Стрельчук Н. А., Орлов Г. Г. Определение площади вышибных конструкций в зданиях взрывоопасных производств // Промышленное строительство, 1969, № 6. С. 19-22
- Взрывобезопасность и огнестойкость в строительстве / Под ред. Н. А. Стрельчука.— М., 1970
- Стрельчук Н. А., Гнускин А., Имайкин Г. Исходные материалы для исследования взрывоопасности производства // Пожарное дело, 1970, № 2
- Попов П. С., Стрельчук Н. А. Исследование тепло- и газообмена при пожарах в бесфонарных промышленных зданиях. — М.: Стройиздат, 1971
- Стрельчук Н. А., Иващенко П. Ф., Румянцев В. С. Особенности распространения пламени метано-воздушных смесей в больших объёмах // Физика горения и взрыва, 1976, № 5
- Стрельчук Н. А., Пчелинцев В. А., Никитин А. Г., Рабинков В. А. Взрывоопасность производств химической промышленности, связанных с образованием горючих газов // Ж. Всес. хим. о-ва им. Д. И. Менделеева, 1982, т. 27, № 1. С. 57-60
- Стрельчук Н. А., Мишуев А. В., Никитин А. Г., Орахелашвили Н. В. Газодинамика горения газовоздушной смеси в полузамкнутом объёме при сбросе давления в незагазованный смежный объём // Физика горения и взрыва, 1984, № 1